# Franz Schubert
Franz Peter Schubert (født 31. januar 1797 i Himmelpfortgrund (i dag en del af Wiens bydel Alsergrund), død 19. november 1828 i Wien) var en østrigsk komponist og pianist.
Schubert er mest kendt for sine lieder, af hvilke han i løbet af sit korte liv komponerede ca. 600. Han benyttede tekster af samtidige forfattere som Goethe, Friedrich Schiller, Heinrich Heine, Friedrich Rückert. Han anses for den største af genrens komponister. Derudover er han kendt for sine symfonier, kirkelige korværker og klaverværker. Hans operaer har været oversete, men er nu begyndt at vække interesse.
Schubert anses for at være den første egentlige romantiske komponist.

## Biografi

### Barndom
Franz Schubert var det 13. barn i en søskendeflok på 16, af hvilke kun fem blev ældre end ét år. Schuberts far, Valter Franz Theodor, stammede fra en bondefamilie fra Neudorf i Mähren (i dag Vysoká i Malá Morava i Tjekkiet) og var lærer på en skole i wienerforstaden Lichtental. Hans mor, Elisabeth Vietz, var født i Zuckmantel i Schlesien og var før sit ægteskab kokkepige hos en familie i Wien. I femårsalderen fik han sin første undervisning af sin far, og som seksårig kom han i skole i Lichtental i Wien. Nu modtog han sin første musikundervisning. Faderen lærte ham at spille violin, og som syvårig blev han elev hos organisten ved Lichtentals kirke, Michael Holzer, der lærte ham orgelspil og kontrapunkt.
I oktober 1808 blev han optaget som elev i den kejserlige klosterskole og blev dermed kordreng i det kejserlige kor, Wiener Sängerknaben. Her lærte han mange af dem at kende, der blev hans venner for livet : Joseph von Spaun, Albert Stadler og Anton Holzapfel. På kostskolen blev han undervist i komposition af Wenzel Ruzicka og senere Antonio Salieri. Han modtog mange udmærkelser. Ud over at være sangsolist spillede han andenviolin i skoleorkesteret og lærte dér Joseph Haydns og Wolfgang Amadeus Mozarts instrumentalmusik at kende.
Schubert udviste talent for komposition. En fantasia (en komposition i fri, improvisatorisk stil og form) i G-dur for firehændigt klaver er dateret 8. april - 1. maj 1810. Året efter fulgte en strygekvartet, en fantasia i g-mol, sange og andre stykker. På søn- og helligdage blev der hos familien afholdt kvartetaftener, hvor hans far spillede cello, han selv bratsch og hans brødre violin.

### Ungdom
I begyndelsen klarede Schubert sig godt i skolen, siden gik det ned ad bakke, først og fremmest i matematik og latin. I 1812 døde hans mor. Samme år gik hans stemme i overgang, men han fik tilladelse til at blive på hofskolen til næste sommer. I oktober 1813 flyttede han hjem. På den tid komponerede han sin Symfoni nr. 1 i D-dur. Fra 1813 til 1814 gik han på lærerseminarium (måske var det for at undgå militærtjeneste – lærere blev nemlig ikke indkaldt). Efter læreruddannelsen blev han i slutningen af 1814 hjælpelærer hos sin far, en stilling han varetog til slutningen af 1817/begyndelsen af 1818. Han fortsatte som elev hos Salieri til 1816 og komponerede flittigt. Hans første opera, Des Teufels Lustschloß, og hans Messe nr. 1 i F-dur blev til i 1814. Messen blev uropført i Lichtentals kirke den 25. september 1814 som hans første offentligt fremførte værk. Schubert var dirigent, Michael Holzer spillede orgel, og sopranen Therese Grob sang. Hun var Schuberts ungdomskærlighed, men han nåede aldrig det sociale niveau, der gjorde et ægteskab muligt.
Samme år komponerede han talrige strygekvartetter, kortere instrumentalværker, første sats til sin Symfoni nr. 2 i B-dur, flere end 20 lieder, deriblandt Gretchen am Spinnrade og eksperimenter som Der Taucher.
I 1815 komponerede Schubert et stort antal værker. Trods sit arbejde som hjælpelærer fuldendte han to symfonier (nr. 2 i B-dur, nr. 3 i D-dur), to messer (nr. 2 i G-dur, nr. 3 i B-dur) og operaerne Der vierjährige Posten, Fernando og Claudine von Villabella. Dertil kom strygekvartetten i g-mol, 40 sonater, andre værker for klaver samt omkring 150 sange, nogle af betydelig længde. Han skrev ofte flere om dagen.
På grund af vanskelighederne ved at kombinere arbejdet som lærer med sine musikalske aktiviteter gjorde Schubert flere forsøg på at etablere sig som komponist, men forlagene ville ikke udgive hans værker. I foråret 1816 søgte han forgæves stillingen som kapelmester i Laibach (i dag Ljubljana). Gennem sin ven Spaun fik han kontakt med Franz von Schober. På hans opfordring fratrådte Schubert stillingen som lærer og boede i otte måneder hos Schober for at have mere tid til at komponere. "Jeg komponerer hver morgen, og når jeg er færdig med et stykke, begynder jeg på et nyt." Han fokuserede primært på orkester- og korværker, men fortsatte med at komponere lieder. Blandt kompositionerne fra denne tid er Symfoni nr. 4 i c-mol (”Den tragiske”), Symfoni nr. 5 i B-dur og Messe nr. 4 i C-dur.
I løbet af den tid voksede hans bekendtskabskreds støt, bl.a. med Moritz von Schwind. Digteren Johann Mayrhofer, som han lærte at kende i december 1814, skrev to librettoer til ham. Schober præsenterede ham for barytonen Johann Michael Vogl, som var en af de mest betydningsfulde sangere ved Wiener Hofoper. Han opførte Schuberts sange ved sine musikalske saloner, så de kom til offentlighedens kendskab. Pianisten Josef von Gahy spillede hans sonater og fantasiaer. Familien Sonnleithner, især den ældste søn Leopold von Sonnleithner, afholdt fra 1812 Schubertiader til Schuberts ære.
I slutningen af 1817 fik Schuberts far en ny stilling ved en skole i Rossau, der ikke lå langt fra Lichtental. Schubert gik modstræbende med til at genoptage arbejdet som hjælpelærer for ham. I begyndelsen af 1818 blev hans ansøgning om medlemskab af det prestigefulde Gesellschaft der Musikfreunde afvist, et medlemskab der kunne have sat skub i hans musikalske karriere. Ikke desto mindre begyndte han at tiltrække sig opmærksomhed i pressen, og den første opførelse af et ikke-kirkeligt værk i februar 1818 – en ouverture – fik gode anmeldelser i Wiens dagspresse.
I et Unsinnsgesellschaft (’fjolleselskab’) for unge kunstnere, som han deltog i, opbyggede han et nært forhold til brødrene Kupelwieser: Josef Kupelwieser, der blev hans librettist, og maleren Leopold Kupelwieser, som malede et af de få autentiske portrætter af ham fra den tid. Han portrætteredes også af Wilhelm August Rieder i en akvarel fra 1825 og af Anton Depauly, hvis portræt fra 1828 oprindeligt blev tilskrevet Josef Willibrord Mähler eller Franz Eybl.

### I Zelis
I 1818 ansatte grev Johann Carl Esterházy ham som sang- og klaverlærer (Sing- und Klaviermeister) på sit gods i Zelis i Ungarn (i dag Želiezovce i Slovakiet). Dér var han fra begyndelsen af juli til midten af november (og senere i sommeren 1824). Han komponerede stykker for firhændigt klaver samt nogle sange til sine elever på godset, komtesserne Marie og Caroline. Samme år komponerede han sin Symfoni nr. 6 i C-dur.
Efter sin hjemkomst til Wien sent på efteråret 1818 kunne han ikke længere bo hos Schober. I de næste to år boede han hos Johann Mayrhofer i Wipplingerstraße. Hans liv gik nu sin sædvanlige gang; hver morgen klokken seks satte han sig ved skrivebordet og kunne komponere uafbrudt frem til klokken et om eftermiddagen, mens han røg pibe. Hans lærerkarriere var nu definitivt slut.
Den 28. februar 1819 gav Schubert sin første liedkoncert med Schäfers Klagelied. Sommeren samme år rejste han med Vogl på ferie til Oberösterreich. Her besøgte de Vogls fødeby Steyr. I et brev til sin bror Ferdinand skrev Schubert, at landskabet omkring byen var “ufattelig smukt”; han beskrev desuden otte meget smukke unge piger i sin værts hus. De to turister vendte tilbage til Wien den 14. september.
I efteråret komponerede Schubert Forellekvintetten. Han sendte tre af sine sange – An Mignon, Ganymed og An schwager Kronos - til digteren Goethe, men modtog intet svar.

### I moden alder
De næste år aftog Schuberts produktion, men værkerne fra 1820 viser en udvikling i stilen. I februar 1820 påbegyndte han det ufuldendte oratorium Lazarus, og senere skrev han – ved siden af mindre stykker – Der 23. Psalm, Gesang der Geister, kvartetsatsen i C-mol og Wanderer-Fantasie.
I 1820 uropførtes to af Schuberts operaer: på Theater am Kärntnertor den 14. juni syngespillet Die Zwillingsbrüder i én akt og på Theater an der Wien den 21. august Die Zauberharfe.
Ingen af hans større værker – med undtagelse af messerne – var nået ud over amatørorkestrene i Gundelhof, som havde afløst kvartetaftenerne i Schuberts hjem. Da begge operaer fik succes, kunne han nu se frem til berømmelse. Men først efter at Vogl havde sunget Erlkönig ved en offentlig koncert i 1821, kunne forlægger Anton Diabelli overtales til at udgive nogle af hans værker mod kommission.
Ved uropførelsen af opus 1-7 og 10-12 tjente Schubert omkring 800 konventionsdaler. Som hjælpelærer hos sin far havde han ud over kost og logi tjent 80 konventionsdaler om året. Ifølge den østrigske musikforsker Otto Erich Deutsch tjente Schubert i årene mellem 1822 og 1828 ca. 7.000 konventionsdaler
Opmuntret af fremgangen forsøgte Schubert nu at etablere sig som teaterkomponist; men forhåbningerne brast. Hverken Alfonso und Estrella – komponeret mellem september 1821 og februar 1822 – eller Die Verschworenen til libretto af Ignaz Franz Castelli (april 1823) blev opført på teateret. Fierrabras (efterår 1823) blev aflyst efter første generalprøve. Musikken til Helmina von Chézys drama Rosamunde blev vel modtaget, men det blev kun til to forestillinger.
Schuberts helbred har givet anledning til spekulationer. Forandringer i hans sindsstemning, problemer med synet samt tørst kan tyde på diabetes. Mange biografier knytter det til en syfilis, hvis symptomer var velkendte. Et sygehusophold i efteråret 1823 medførte en bedring, men allerede næste år lod sygdommen til at have påvirket hans psyke stærkt. ”Ich fühle mich als den unglücklichsten, elendsten Menschen auf der Welt,” skrev han til Kupelwieser (’Jeg føler mig som det ulykkeligste, elendigste menneske i verden.’)
1822 skrev han Messe nr. 5 i As-dur og påbegyndte symfonien i H-mol, som blev kendt som ”Den ufuldendte”. Hans sangcyklus Die schöne Müllerin stammer fra 1823, og variationerne over Trockne Blumen samt to strygekvartetter, i A-mol og D-mol (Der Tod und das Mädchen), fra 1824.
I foråret 1824 komponerede han sin Oktet i F-dur. I sommeren var han endnu en gang i Zelis. Herfra stammer hans Divertissement à l’Hongroise – tydeligt inspireret af Ungarn.
Schubert foretog endnu en rejse til Oberösterreich og arbejdede dér på symfonien i C-dur og en klaversonate i A-mol. Han var også i forbindelse med sin ven maleren Moritz von Schwind.

### De sidste år
Fra 1826 til 1828 opholdt Schubert sig i Wien – bortset fra et kort besøg i Graz. Han søgte en stilling som vicemusikdirektør for hofkapellet, men stillingen gik til Joseph Weigl.
Den endegyldige version af strygekvartetten i D-mol med variationer over Der Tod und das Mädchen komponerede han i vinteren 1825-26. 1826 fulgte så strygekvartetten i G-dur, Rondeau brillant for klaver og violin, klaversonaten i G-dur samt Schuberts måske kendteste kirkelige værk, Deutsche Messe. I 1827 komponerede han sangcyklussen Winterreise, en fantasia for klaver og violin og de to klavertrioer i B-dur og Es-dur. Messe nr. 6 i Es-dur, hans sidste tre klaversonater og sangcyklussen Schwanengesang blev til i 1828. Fra dette år findes desuden skitser til tre satser af en symfoni i D-dur.
Den 19. november 1828 klokken tre om eftermiddagen døde Franz Schubert i en alder af 31 år i sin bror Ferdinand Schuberts hus efter to uger med konstant feber. Den officielle dødsårsag lød på "nervefeber". Der kan have været tale om en akut infektion, sandsynligvis typhus abdominalis. Han begravedes på Währinger Friedhof i nærheden af Beethoven. I 1872 blev der rejst en statue udført af Carl Kundmann i Wiens stadspark, og i 1888 flyttedes hans jordiske rester til en ”hædersgrav” på Zentralfriedhof Wien.

## Eftermæle
I litteraturen fremstilles Schubert gerne som det misforståede geni, der skabte sine mesterværker, uanset hvilken opmærksomhed han fik.[kilde mangler] Han er levendegørelsen af den romantiske kunstnermyte: Han døde ung, fattig og ukendt og blev snart umådelig berømt og har været det lige siden.
- Statue af Schubert i Wiener Stadtpark
- Huset, hvor Schubert døde
- Schuberts grav på Zentralfriedhof Wien
- Schubertiade hos Joseph von Spaun, tegnet i 1868 af Moritz von Schwind efter hukommelsen

## Værker

### Lieder
Schubert anses for den største af liedgenrens komponister. Han komponerede ca. 600, deriblandt:
- Melodier til tekster af Goethe, Heine, Hölty, Klopstock, Körner, Kosegarten, Leitner, Matthisson, Johann Mayrhofer, Ossian, Rückert, Schiller, brødrene Schlegel, Schober, Schubart, Schulze, Seidl og Stolberg.
- Sangcyklusserne Die schöne Müllerin og Winterreise (efter digte af Wilhelm Müller)
- Sangcyklussen Schwanengesang
- Sangcyklussen Fräulein vom See (efter Walter Scotts The Lady of the Lake)
- Im Abendrot, Erlkönig, Der Fischer, Die Forelle, Das Lied im Grünen, Heidenröslein, Gesänge des Harfners (tredelt), Der Jüngling am Bach, An den Mond (seks versioner), Der Schatzgräber, Der Tod und das Mädchen, Der Wanderer, Wanderer an den Mond, Zügenglöcklein; diverse versioner af forårs-, efterårs-, vinter-, maj-, morgen-, aften-, kærligheds-, længsels-, klage- og drikkesange samt vuggeviser (Ständchen).
- Nogle sange med italiensk tekst som Penso che questo instante med tekst af Pietro Metastasio og Guarda, che binaca luna.

### Sceniske værker
| D-nr. | Titel                     | Genre                 | Beskrivelse                                               | Libretto                                                    | Tilblivelsesår | Premieredato      | Sted, teater                                                |
| ----- | ------------------------- | --------------------- | --------------------------------------------------------- | ----------------------------------------------------------- | -------------- | ----------------- | ----------------------------------------------------------- |
| 11    | Der Spiegelritter         | Syngespil             | Tre akter (kun ouverturen og dele af første akt fuldendt) | August von Kotzebue                                         | 1811           | 11. december 1946 | Radio Beromünster                                           |
| 84    | Des Teufels Lustschloß    | Eventyropera          | Tre akter                                                 | August von Kotzebue, efter Joseph-Marie Loaisel de Tréogate | 1813/14        | 1978              | Potsdam, Hans Otto Theater                                  |
| 190   | Der vierjährige Posten    | Syngespil             | Én akt                                                    | Carl Theodor Körner                                         | 1815           | 1896              | Dresden, Hofoper                                            |
| 220   | Fernando                  | Syngespil             | Én akt                                                    | Albert Stadler                                              | 1815           | 13. april 1907    |                                                             |
| 239   | Claudine von Villa Bella  | Syngespil             | Tre akter (kun ouverturen og første akt bevaret)          | Johann Wolfgang von Goethe                                  | 1815           | 1913              | Wien                                                        |
| 326   | Die Freunde von Salamanka | Syngespil             | To akter                                                  | Johann Mayrhofer; 1928: G. Ziegler                          | 1815           | 6. maj 1928       | Halle, Stadttheater                                         |
| 435   | Die Bürgschaft            | Opera (fragment)      | Tre akter (kun første og anden akt bevaret)               | Friedrich Schillers ballede Die Bürgschaft                  | 1816           | 1908; 2005        | Koncertopførelse: Wien Scenisk opførelse: Universität Jena  |
| 137   | Adrast                    | Lyrisk tragedie       | To eller tre akter (ufuldendt)                            | Johann Mayrhofer                                            | 1819/1820      | 13. december 1868 | Wien, Redoutensaal                                          |
| 647   | Die Zwillingsbrüder       | Komedie med sang      | Én akt                                                    | Georg von Hofmann, efter Les deux Valentins                 | 1818/1820      | 1820              | Wien, Theater am Kärntnertor                                |
| 644   | Die Zauberharfe           | Eventyrspil med musik | Tre akter                                                 | Georg von Hofmann                                           | 1820           | 1820              | Wien, Theater an der Wien                                   |
| 701   | Sakontala                 | Opera                 | Tre akter (dog kun skitser til første og anden akt)       | Johann Philipp Neumann, efter Kālidāsa                      | 1820–1821      | 12. juni 1971     |                                                             |
| 982   | Sophie                    | Opera                 | Findes kun som skitser                                    |                                                             | Forår 1821 (?) |                   |                                                             |
| 732   | Alfonso und Estrella      | Opera                 | Tre akter                                                 | Franz von Schober                                           | 1821/22        | 1854              | Weimar, Hoftheater                                          |
| 791   | Rüdiger                   | Opera                 | Findes kun som skitser                                    | Ukendt                                                      | Maj 1823 (?)   | 5. januar 1868    | Wien, Redoutensaal                                          |
| 787   | Die Verschworenen         | Syngespil             | Én akt                                                    | Ignaz Franz Castelli                                        | 1823           | 1861              | Stadttheater Frankfurt am Main im Comoedienhaus am Roßmarkt |
| 796   | Fierrabras                | Romantisk helteopera  | Tre akter                                                 | Joseph Kupelwieser                                          | 1823           | 1897              | Karlsruhe, Großherzogliches Hoftheater                      |
| 797   | Rosamunde                 | Ledsagemusik          |                                                           | Helmina von Chézy                                           | 1823           | 20. december 1823 | Wien, Theater an der Wien                                   |
| 918   | Der Graf von Gleichen     | Romantisk opera       | To akter (findes kun som skitser)                         | Eduard von Bauernfeld                                       | 1827/1828      | 1996              | Meiningen, Staatstheater                                    |
| 981   | Der Minnesänger           | Opera                 | Ufuldendt; gået tabt                                      |                                                             |                |                   |                                                             |

### Kirkelig musik
- Seks latinske messer:
  - Messe nr. 1 i F-Dur, D 105 (1814)
  - Messe nr. 2 i G-Dur, D 167 (1815)
  - Messe nr. 3 i B-Dur, D 324 (1815)
  - Messe nr. 4 i C-Dur, D 452 (1816)
  - Messe nr. 5 i As-Dur, D 678 (1822, 1826)
  - Messe nr. 6 i Es-Dur, D 950 (1828)
- Deutsche Messe
- To Stabat Mater:
  - D 175 (1815)
  - D 383 (1816)
- Mindre kompositioner til kirkelig brug (deriblandt et stort Halleluja, en ottestemmig hymne for mandskor med blæseorkester, Tantum ergo for solistkvartet, kor og stort orkester)

### Orkesterværker

#### Symfonier
12 symfonier (heraf fem ufuldendte):
- Symfonifragment i D-dur, D 2b (1811)
- Symfoni nr. 1 i D-dur, D 82 (1813)
- Symfoni nr. 2 i B-dur, D 125 (1814-15)
- Symfoni nr. 3 i D-dur, D 200 (1815)
- Symfoni nr. 4 i c-mol, D 417, "Den tragiske" (1816)
- Symfoni nr. 5 i B-dur, D 485 (1816)
- Symfoni nr. 6 i C-dur, D 589 (1817-18)
- Symfoniskitse i D-dur, D 615 (1818)
- Symfoniskitse i D-dur, D 708a (efter 1820)
- Symfonifragment i E-dur, D 729 (1821)
- Symfoni nr. 7 i h-mol, D 759, "Den ufuldendte" (1822)
- Symfoni nr. 8 i C-dur, D 944, "Den store" (1825; partituret dateret 1828); er ifølge den østrigske musikforsker Ernst Hilmar identisk med den såkaldte Gmunden-Gasteiner-symfoni (D 849)
- Symfoniskitse i D-dur, D 936A (1828); findes i en rekonstrueret koncertversion med instrumentation af Brian Newbould og Peter Gülke

Mellem 1813 og 1818 komponerede Schubert seks symfonier, nummereret 1-6. 1818 komponerede han et udkast til en symfoni i E-dur i fire satser (D 729), men han orkestrerede kun den første sats. 1822 komponerede og orkestrerede han to satser af Symfoni nr. 7 i H-mol, ”Den ufuldendte”, og skitserede en tredje- og finalesats. I løbet af 1825 og 1826 fuldendte han Symfoni nr. 8 i C-dur, "Den store". Der findes også udkast og fragmenter til andre symfonier. Nummereringen af de senere symfonier (efter Symfoni nr. 6) er løbende blevet redigeret, hvilket har givet anledning til forvirring. Ovenstående nummerering passer med den tyske musikforsker Walther Dürrs reviderede Deutsch-katalog.

##### Tidligere nummereringer
Den første af Schuberts symfonier, der blev opført, var den store Symfoni nr. 8 i C-dur; det skete i 1830'erne, men på det tidspunkt blev den kaldt "nr. 7" af Schuberts bror Ferdinand. I kataloget over Schuberts værker, som Alois Fuchs lavede i 1840’erne, accepteredes denne nummerering, og symfonifragmentet i E-dur fra 1818 blev kaldt nr. 8.
Den engelske musikforsker og -forfatter George Grove indførte efter sit besøg i Wien 1867 en ny nummerering af de senere symfonier:
- Nummer 7: Symfonifragment i E-dur, D 729
- Nummer 8: ”Den ufuldendte” i H-mol, D 759
- Nummer 9: ”Den store” i C-dur, D 944

Da forlaget Breitkopf & Härtel i 1897 ville publicere en samlet udgave af Schuberts værker, var det hensigten, at kun de fuldendte værker skulle have et nummer. Da Johannes Brahms blev ansvarshavende redaktør på projektet, indførte han denne nummerering:
- Nummer 7: ”Den store” i C-dur, D 944
- Nummer 8: ”Den ufuldendte” i H-mol, D 759
- Uden nummer: Symfonifragment i E-dur, D 729

Uoverensstemmelserne om nummereringen fortsatte ind i det 20. århundrede. I sin Dictionary of Music and Musicians fra 1908 tildelte George Grove ”Den ufuldendte” nummer 9 og ”Den store” nummer 10; af den pågældende artikel fremgår det ikke klart, hvad nummer 7 og 8 skulle være.
Før udgivelsen af Walther Dürrs reviderede Deutsch-katalog blev symfonifragmentet i E-dur (D 729) almindeligvis kaldt nr. 7, ”Den ufuldendte” nr. 8 og ”Den store” nr. 9 i overensstemmelse med George Groves oprindelige system.
I 1977 opdagede den østrigske musikforsker Ernst Hilmar en næsten komplet symfoni i D-dur i tre satser fra efteråret 1828. Der findes en koncertversion af denne symfoni med instrumentation af Brian Newbould og Peter Gülke; den blev tidligere kaldt Symfoni nr. 10.

#### Ouverturer
- Ni ouverturer (bl.a. til Rosamunde, Fierrabras og Alfonso und Estrella).

#### Øvrige orkesterværker
- Orkesterstykker (fragmenter), D 71c og D 94a
- Koncertstykke ("Concerto") for violin og orkester i D-dur, D 345
- Rondo for violin og strygeorkester (strygekvartet) i A-dur, D 438
- Polonæse for violin og orkester i B-dur, D 580

### Kammermusik
- Forellekvintetten for klaver, violin, bratsch, cello og kontrabas (1819; udgivet 1829)
- Strygekvintet i C-dur, D 956 (op. posth. 163)
- 12-15 strygekvartetter
- To klavertrioer og to enkeltsatser til klavertrio
- To strygetrioer
- To store duetter og tre mindre duetter for klaver og violin
- Oktet for strygere og blæsere

### Klavermusik
- 21 sonater, deraf 12 ufuldendte. De sidste tre (D 958, 959 og 960) er berømte.
- Otte impromptuer i to cyklusser, D 899 og D 935, seks Moments musicaux, Fünf Klavierstücke, D 459, og Drei Klavierstücke, D 946
- Talrige værker for firhændigt klaver (deriblandt Fantasia i f-mol, D 940, og de berømte Marches militaires, D 733)
- 13 variationer over et tema af Anselm Hüttenbrenner i a-mol, D 576
- Mindre stykker for soloklaver som Allegretto i C-dur, D 915, og Grazer Galopp, D 925

### Indspilninger
- Piano Society – Schubert Arkiveret 8. maj 2013 hos  Wayback Machine – Gratis indspilninger (engelsk)
- Klaverværker (MIDI)
- /(engelsk) Lieder i udvalg (MIDI) Arkiveret 30. september 2013 hos  Wayback Machine (tysk)
- Ave Maria Arkiveret 15. december 2015 hos  Wayback Machine sunget af Bryn Terfel og Sissel Kyrkjebø

### Noder
- Frie noder af Franz Schubert i International Music Score Library Project
- Samling af Schuberts klavermusik på kreusch-sheet-music.net Arkiveret 30. marts 2012 hos  Wayback Machine (tysk)
- Neue Schubert-Ausgabe Arkiveret 10. april 2013 hos  Wayback Machine (tysk)
- Håndskrifter af Schubert fra Schubert-online.at Arkiveret 30. oktober 2020 hos  Wayback Machine (tysk)

### Andet
- Wikimedia Commons har flere filer relateret til Franz Schubert
- Franz Schubert på Internet Movie Database (engelsk)
- Franz Schubert på Filmdatabasen
- Franz Schubert på AlloCiné (fransk)
- Franz Schubert på The Movie Database (engelsk)
- Franz Schubert på Internet Broadway Database (engelsk)
- Franz Schubert på Encyclopædia Britannica Online (engelsk)